# Savannah Sanitoa
Savannah Sanitoa (ur. 30 kwietnia 1987) – amerykańsko-samoańska lekkoatletka. Najbardziej znana ze spektakularnego sprintu na 100 m podczas 12. MŚ w lekkoatletyce.
W 2006 reprezentowała Samoa Amerykańskie na mistrzostwach świata juniorów w Pekinie, gdzie zajęła 8. pozycję w swoim biegu eliminacyjnym na dystansie 100 metrów (czas: 14.56 sek.) i nie awansowała do drugiej rundy. W 2009 wzięła udział w mistrzostwach świata w Berlinie, gdzie w swoim biegu eliminacyjnym zajęła 6. lokatę i także nie awansowała do drugiej rundy. Ukończyła swój bieg z czasem 14.23 sek. (o 0.16 sek. gorzej od swojego rek. życiowego - 14.07 sek.).

## Rekordy życiowe
| Data            | Konkurencja    | Miejsce                  | Wynik |
| --------------- | -------------- | ------------------------ | ----- |
| 1 lipca 2003    | 100 m          | Apia, Samoa Amerykańskie | 14.07 |
| 1 stycznia 2003 | Pchnięcie kulą | Apia, Samoa Amerykańskie | 8.55  |
| 1 lipca 2003    | Rzut oszczepem | Apia, Samoa Amerykańskie | 32.41 |